# 利巴韦林
利巴韦林（英語：Ribavirin，俗称病毒唑），是一种抗病毒药，属合成核苷类药，1970年由ICN制药公司Joseph T. Witkowski合成。对许多DNA和RNA病毒有抑制作用，其机理尚不清楚。美國食品藥物管理局（FDA）只许可用于配合长效干扰素治療丙肝、人類呼吸道融合病毒（RSV），和某些出血热(VHF)的治疗。

## 藥理

### 作用機制
利巴韦林是一种鸟苷酸类似物，用于阻止病毒RNA合成和病毒mRNA加帽。利巴韦林是一种前体药物，其代谢后类似于嘌呤RNA核苷酸。在这种形式下，它会干扰病毒复制所需的RNA代谢。目前已提出了五种以上直接和间接的抗病毒作用机制。

## 滥用与副作用
美国食品药品监督管理局明确指出利巴韦林不适合用来治疗流感，并且严格明确适应症，而滥用利巴韦林来治疗各种病毒感染的情况在中国十分普遍。利巴韦林还具有致畸副作用，任何50岁以下女性应尽量避免使用利巴韦林，如需服用药物治疗必须采取2种或以上可靠避孕措施，如使用避孕套和口服避孕药，确保在最后一次使用利巴韦林6个月内未受孕。

## 註解
1. ↑  疗效不佳，几乎弃用

## 外部連結
- http://www.hepcassoc.org/news/article39.html（页面存档备份，存于）
- https://web.archive.org/web/20090611051955/http://jac.oxfordjournals.org/cgi/content/full/52/4/543
- http://www.hepatitiscentral.com/hcv/ribavirin/info.html（页面存档备份，存于）
- https://web.archive.org/web/20041101184111/http://aidsinfo.nih.gov/drugs/htmldrug_tech.asp?int_id=0028
- http://www.jac.oxfordjournals.org/cgi/reprint/dki405v1
- Information on Ribavirin（页面存档备份，存于）